# Stan Bowles
Stan Bowles (24. prosince 1948, Collyhurst – 24. února 2024, Manchester) byl anglický fotbalista, záložník a útočník. V sezóně 1976/1977 byl nejlepším střelcem Poháru UEFA s 11 góly v 8 utkáních.

## Fotbalová kariéra
Začínal v týmu Manchester City FC, se kterým v roce 1968 získal anglický mistrovský titul a v roce 1969 Anglický pohár. Dále hrál v nižších soutěžích za Bury FC, Crewe Alexandra FC a Carlisle United FC. Do anglické nejvyšší soutěže se vrátil s Queens Park Rangers FC a jednu sezónu hrál i za Nottingham Forest FC. V Football League First Division nastoupil ve 239 utkáních a dal 55 gólů. Kariéru zakončil v nižších ligových soutěžích v Leyton Orient FC a Brentford FC. V Poháru mistrů evropských zemí nastoupil ve 2 utkáních a v Poháru UEFA nastoupil v 8 utkáních a dal 11 gólů. V Superpoháru UEFA nastoupil ve 2 utkáních. Za anglickou fotbalovou reprezentaci nastoupil v letech 1974–1977 v 5 utkáních a dal 1 gól.

## Ligová bilance
| Ročník                                    | Zápasy | Góly | Klub                   |
| ----------------------------------------- | ------ | ---- | ---------------------- |
| Football League First Division 1967/1968  | 3      | 0    | Manchester City FC     |
| Football League First Division 1968/1969  | 4      | 2    | Manchester City FC     |
| Football League First Division 1969/1970  | 10     | 0    | Manchester City FC     |
| Football League Third Division 1970/1971  | 5      | 0    | Bury FC                |
| Football League Fourth Division 1970/1971 | 37     | 13   | Crewe Alexandra FC     |
| Football League Fourth Division 1971/1972 | 14     | 5    | Crewe Alexandra FC     |
| Football League Second Division 1971/1972 | 28     | 11   | Carlisle United FC     |
| Football League Second Division 1972/1973 | 5      | 1    | Carlisle United FC     |
| Football League Second Division 1972/1973 | 35     | 17   | Queens Park Rangers FC |
| Football League First Division 1973/1974  | 42     | 19   | Queens Park Rangers FC |
| Football League First Division 1974/1975  | 33     | 10   | Queens Park Rangers FC |
| Football League First Division 1975/1976  | 37     | 10   | Queens Park Rangers FC |
| Football League First Division 1976/1977  | 22     | 5    | Queens Park Rangers FC |
| Football League First Division 1977/1978  | 40     | 6    | Queens Park Rangers FC |
| Football League First Division 1978/1979  | 30     | 1    | Queens Park Rangers FC |
| Football League Second Division 1979/1980 | 16     | 2    | Queens Park Rangers FC |
| Football League First Division 1979/1980  | 19     | 2    | Nottingham Forest FC   |
| Football League Second Division 1980/1981 | 39     | 6    | Leyton Orient FC       |
| Football League Second Division 1981/1982 | 7      | 1    | Leyton Orient FC       |
| Football League Third Division 1981/1982  | 31     | 6    | Brentford FC           |
| Football League Third Division 1982/1983  | 42     | 10   | Brentford FC           |
| CELKEM Football League First Division     | 239    | 55   |                        |